# Luidia bellonae
Luidia bellonae är en sjöstjärneart som beskrevs av Christian Frederik Lütken 1865. Luidia bellonae ingår i släktet Luidia och familjen sprödsjöstjärnor.
Artens utbredningsområde är Ecuador. Inga underarter finns listade i Catalogue of Life.